# Fundación Sobrevivientes de Ácido
La Acid Survivors Foundation (ASF) o Fundación Sobrevivientes de Ácido en español es una organización sin fines de lucro que trabaja para ayudar a las víctimas de ataques con ácido en todo el mundo. La ASF fue fundada en Bangladés en 1999 y desde entonces ha trabajado incansablemente para ayudar a las víctimas de ataques con ácido a recuperarse y reintegrarse en la sociedad.
Los ataques con ácido son una forma brutal de violencia que se utiliza para causar daño físico y psicológico a las víctimas. Estos ataques a menudo dejan cicatrices permanentes y pueden tener un impacto devastador en la vida de las víctimas. La ASF se ha dedicado a ayudar a las víctimas de ataques con ácido a superar los efectos de esta violencia y a recuperar su vida.
La ASF trabaja en varios frentes para ayudar a las víctimas de ataques con ácido. La organización brinda atención médica y tratamiento a las víctimas, incluyendo cirugía reconstructiva y terapia física y emocional. La ASF también trabaja para proporcionar apoyo financiero y legal a las víctimas, ayudándolas a obtener compensación y justicia por los daños causados.
Además de su trabajo directo con las víctimas de ataques con ácido, la ASF también trabaja para prevenir futuros ataques. La organización trabaja con gobiernos, organizaciones de la sociedad civil y otros actores clave para promover leyes y políticas que protejan a las mujeres y niñas de la violencia de género, incluyendo los ataques con ácido. La ASF también trabaja para crear conciencia sobre los ataques con ácido y para cambiar las actitudes culturales que permiten esta forma de violencia. La organización trabaja con los medios de comunicación, las escuelas y otras organizaciones para aumentar la conciencia sobre los ataques con ácido y para promover la igualdad de género y los derechos de las mujeres.
En resumen, la Acid Survivors Foundation es una organización valiosa que trabaja para ayudar a las víctimas de ataques con ácido y para prevenir futuros ataques. La organización ha tenido un impacto significativo en la vida de las víctimas de ataques con ácido y ha ayudado a cambiar las actitudes culturales que permiten esta forma de violencia. La ASF es un modelo a seguir para otras organizaciones que trabajan para combatir la violencia de género en todo el mundo.

## Historia
La Fundación fue fundada en Dhaka en 1999 por el médico británico Dr. John Morrison con la considerable asistencia del cirujano británico, el Dr. Ronald Hiles y, posteriormente, un grupo de cuatro ciudadanos preocupados, a saber, i) el Sr. Kazi Fazlur Rahman, exasesor del presidente interino. ii) el Dr. S. L. Senador, Cirujano Plástico. iii) Defensor Sigma Huda & iv) Sr. Selim Ahmed el 12 de mayo de 1999 con el apoyo sustancial de UNICEF y la Agencia Canadiense de Desarrollo Internacional. Nasreen Huq, una personalidad dominante en el campo de la reforma social y los derechos humanos en Bangladés, hizo campaña internacional para ASF. En 2005, Monira Rahman, ex directora ejecutiva de ASF, fue galardonada con el Premio a los Derechos Humanos de Amnistía Internacional.
Posteriormente, la ASF de Bangladés se ha utilizado como una organización modelo para el establecimiento de ASF en Uganda, Camboya y Pakistán, todas las cuales están respaldadas por Acid Survivors Trust International (ASTI), también encabezada por Sir John Morrison.
Aunque otra versión apunta a que la organización fue fundada en 2002 por un grupo de sobrevivientes de ataques con ácido y defensores de los derechos humanos en Bangladés.
La Acid Survivor Foundation comenzó a trabajar para ayudar a las víctimas proporcionando atención médica y apoyo emocional. La organización también abogó por leyes más estrictas para prevenir los ataques con ácido y para castigar a los perpetradores.
Con el tiempo, la Acid Survivor Foundation se expandió, abriendo oficinas en otros países como Pakistán, Nepal, India y Camboya. La organización ha trabajado para educar a la gente sobre los peligros de los ataques con ácido y para proporcionar capacitación laboral y financiera a las víctimas.
Gracias al trabajo de la Acid Survivor Foundation, se han logrado importantes victorias en la lucha contra los ataques con ácido. En Bangladés, se han implementado leyes más estrictas y se ha reducido el número de casos reportados. La organización también ha ayudado a cambiar la percepción pública sobre las víctimas de ataques con ácido, promoviendo una mayor compasión y empatía hacia ellos.
La Acid Survivor Foundation continúa trabajando incansablemente para ayudar a las víctimas de ataques con ácido en todo el mundo. Su trabajo ha sido fundamental para brindar apoyo y esperanza a aquellos que han sufrido lesiones y desfiguraciones horribles debido a estos ataques atroces.

## Hospital de la Fundación de Sobrevivientes de Ácido
El Hospital de la Fundación de Sobrevivientes de Ácido es un centro médico especializado ubicado en Daca, Bangladés, que brinda atención médica y apoyo a las víctimas de ataques con ácido. El hospital fue fundado en 1999 por la doctora británica Katherine Ritchie, quien quedó impactada por el número de víctimas de ataques con ácido que trató durante su trabajo en Bangladés.
El Hospital de la Fundación de Sobrevivientes de Ácido proporciona una amplia gama de servicios médicos y psicológicos a las víctimas, incluyendo cirugía reconstructiva, terapia ocupacional, fisioterapia y apoyo emocional. El hospital también ofrece capacitación laboral y financiera para ayudar a las víctimas a reintegrarse a la sociedad.
Además de su trabajo médico, el Hospital de la Fundación de Sobrevivientes de Ácido ha sido fundamental en la lucha contra los ataques con ácido en Bangladés y en todo el mundo. La organización ha abogado por leyes más estrictas para prevenir los ataques y para castigar a los perpetradores, y ha trabajado para cambiar la percepción pública sobre las víctimas.
El trabajo del Hospital de la Fundación de Sobrevivientes de Ácido ha sido reconocido internacionalmente. En 2008, Katherine Ritchie recibió el premio Ramón Magsaysay por su trabajo humanitario en Bangladés. En 2019, el hospital recibió el Premio Internacional de Derechos Humanos Antonio Pizzigati por su trabajo en la defensa de los derechos humanos y la justicia social.
Las víctimas de ataques con ácido requieren tratamientos especializados que incluyen cirugía plástica reconstructiva, fisioterapia y la aplicación de prendas a presión. Los pacientes generalmente necesitan un tratamiento especializado para el ojo, el oído, la nariz, la boca, el cuello y/u otras partes del cuerpo. Otras lesiones y condiciones de salud, como fracturas, diabetes, embarazo, etc., afectarán al curso del procedimiento de tratamiento.
Tras la creación de ASF en 1999, el Dhaka Medical College Hospital (DMCH), con su unidad de quemaduras de 8 camas, fue el único hospital en Bangladés que se especializó en el tratamiento de cualquier forma de lesión por quemaduras. Para rectificar parcialmente la situación, ASF, con la ayuda del Alto Comisionado Británico y la Asociación Británica de Mujeres, comenzó un Centro de Rehabilitación de Quemaduras de 20 camas en noviembre de 1999, que se ha conocido tan informalmente como Thikana (que significa destino en bengalí).